# Kino Grozy
Kino Grozy – jest to jeden z miesięczników wydawanych przez Carisma Entertainment Group. Działał od 2005 do 2008 roku. Do każdego numeru dołączany był film grozy na DVD. Początkowo na opakowaniu każdej płyty znajdowało się logo gazety. Logo zniknęło w numerze z sierpnia 2007.

## Spis filmów wKinie Grozyw 2005 roku
- nr 01/2005: Inni (w roli głównej Nicole Kidman)
- nr 02/2005: Przepowiednia (w roli głównej Richard Gere)
- nr 03/2005: Opętanie (w roli głównej Kevin Bacon)

## Spis filmów wKinie Grozyw 2006 roku
- nr 01/2006: Kruk 3: Zbawienie (film miał być wydany w Kinie Konesera; w roli głównej Kirsten Dunst)
- nr 02/2006: Droga bez powrotu (w rolach głównych Desmond Harrington i Eliza Dushku)
- nr 03/2006: Dom na Przeklętym Wzgórzu – oryginał + remake
- nr 04/2006: Smakosz 2 (producent Francis Ford Coppola)
- nr 05/2006: Blair Witch Project
- nr 06/2006: Boogeyman (producent Sam Raimi)
- nr 07/2006: Jekyll + Hyde (na podstawie powieści R. S. Stevensona)
- nr 08/2006: Kostnica (reż. Tobe Hooper)
- nr 09/2006: Lęk (w roli głównej Franka Potente)
- nr 10/2006: Martwy krzyk
- nr 11/2006: Dom strachu
- nr 12/2006: El Muerto (W roli głównej Wilmer Valderrama)

## Spis filmów wKinie Grozyw 2007 roku
- nr 01/2007: Maglownica: Odrodzenie (na podstawie opowiadania Stephena Kinga)
- nr 02/2007: Dom Usherów (na podstawie opowiadania Edgara Allana Poe)
- nr 03/2007: Zombie z Berkeley
- nr 04/2007: Ostatnia sekta (w roli głównej David Carradine)
- nr 05/2007: Hypnos
- nr 06/2007: Mem-o-ré
- nr 07/2007: Ostrze pamięci
- nr 08/2007: Espectro
- nr 09/2007: Miejsce zbrodni
- nr 10/2007: Strych
- nr 11/2007: Topór (w rolach głównych Kane Hodder i Robert Englund)
- nr 12/2007: Hotel zła

## Spis filmów wKinie Grozyw 2008 roku
- nr 01/2008: Tunel
- nr 02/2008: Ostatnia zima
- nr 03/2008: Zabójcze karaluchy (w roli głównej Mickey Rourke)
- nr 04/2008: Oprawca
- nr 05/2008: Tamara
- nr 06/2008: Masakra w Chicago
- nr 07/2008: Ofiara Spełniona
- nr 08/2008: Odrodzone zło
- nr 09/2008: Grzechotniki
- nr 10/2008: Snoop Dogg: Piekielne Sąsiedztwo (w roli głównej Snoop Dogg)

Zobacz też: Kino Konesera, Kino Akcji, Kino Komedii, Kino Grozy Extra, Kino Kryminalne, Mocne Kino.